# Baeonoma
Baeonoma is een geslacht van vlinders van de familie sikkelmotten (Oecophoridae), uit de onderfamilie Stenomatinae.

## Soorten
- B. euphanes Meyrick, 1916
- B. helotypa Meyrick, 1916
- B. holarga Meyrick, 1916
- B. holophaea Meyrick, 1916
- B. infamis Meyrick, 1925
- B. leucodelta Meyrick, 1914
- B. mastodes Meyrick, 1916
- B. modicola Meyrick, 1911
- B. orthozona Meyrick, 1916
- B. suavis Meyrick, 1916